# Axel Poniatowski

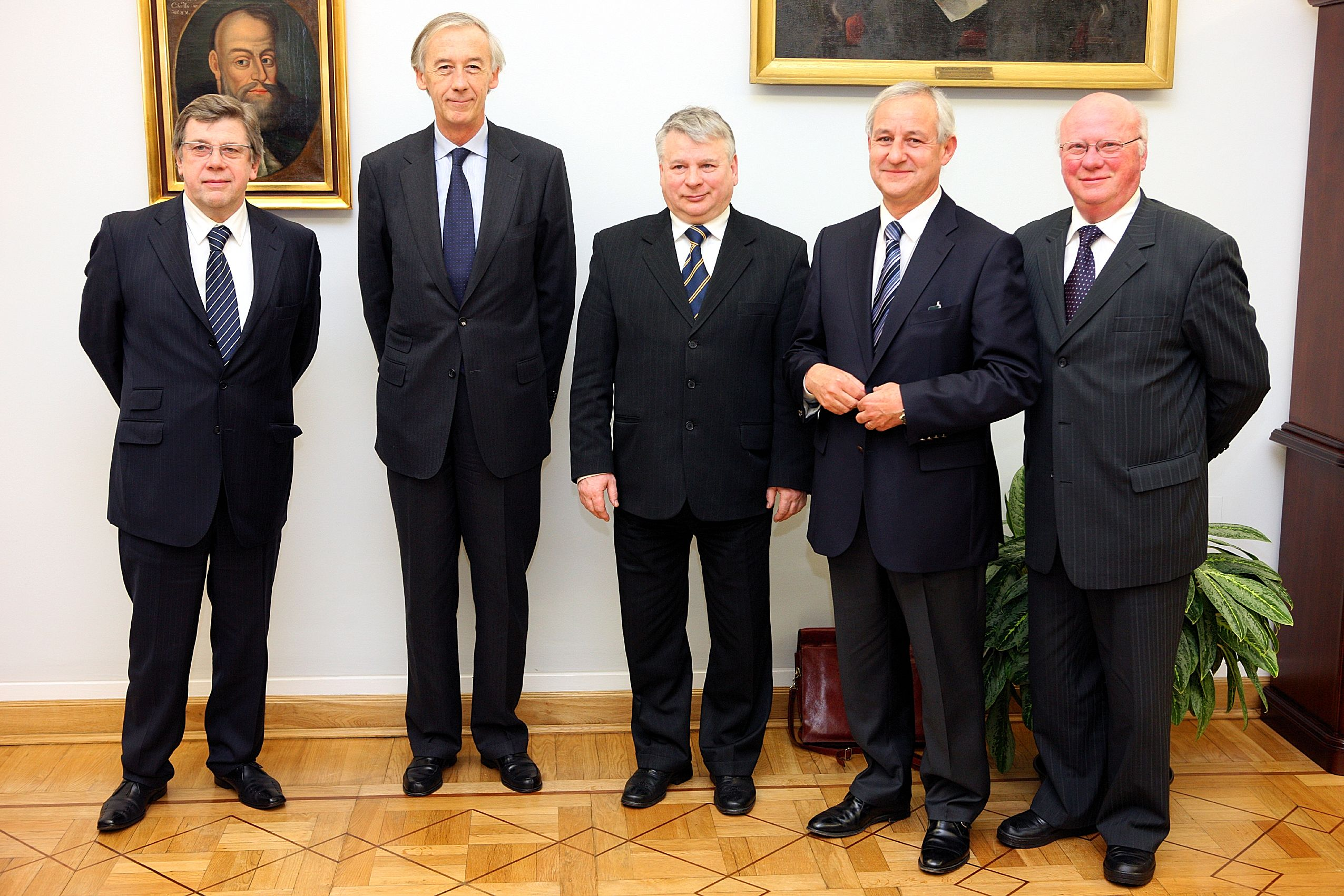
Axel Poniatowski z Bogdanem Borusewiczem oraz grupą francuskich parlamentarzystów w Senacie RP (2009)

Axel Michel Casimir Poniatowski (ur. 3 sierpnia 1951 w Rabacie) – francuski polityk, deputowany do Zgromadzenia Narodowego.

## Życiorys
Pracował w sektorze prywatnym, m.in. na kierowniczych stanowiskach w koncernie Thales. Od połowy lat 90. był radnym L’Isle-Adam, w 2001 objął urząd mera tego miasta. Przez kilka lat zasiadał także w radzie generalnej departamentu Dolina Oise.
W 2002 z ramienia Unii na rzecz Większości Prezydenckiej został posłem do Zgromadzenia Narodowego XII kadencji. Podczas wyborów prezydenckich we Francji w 2007 roku pełnił funkcję rzecznika Nicolasa Sarkozy’ego ds. zagranicznych. W tym samym roku po raz drugi uzyskał mandat deputowanego (jako kandydat Unii na rzecz Ruchu Ludowego). W parlamencie XIII kadencji stanął na czele komisji spraw zagranicznych. W wyborach parlamentarnych w 2012 z powodzeniem ubiegał się o reelekcję.

## Odznaczenia
- Kawaler Legii Honorowej (2019)[1]

## Życie prywatne
Wywodzi się z arystokratycznej rodziny Poniatowskich herbu Ciołek. Potomek Stanisława Poniatowskiego i Cassandry Luci. Jest synem dyplomaty, ministra zdrowia i opieki społecznej, a później ministra stanu i spraw wewnętrznych Francji, Michela Poniatowskiego, a także młodszym bratem polityka Ladislasa Poniatowskiego. 